# Шоломний калао
Шоломний калао (Ceratogymna) — рід птахів родини птахів-носорогів (Bucerotidae). Включає 2 види.

## Опис
Самці повністю чорні, а самиці мають коричневі голови і меншу каску.

## Класифікація
- Калао чорношоломний (Ceratogymna atrata)
- Калао жовтошоломний (Ceratogymna elata)